# Vivo (Luigi Strangis)
Vivo è il singolo d'esordio del cantautore italiano Luigi Strangis, pubblicato l'11 ottobre 2021 come primo estratto dall'EP Strangis.

## Descrizione
Il brano, scritto dallo stesso cantautore, è prodotto da Iacopo Sinigaglia, in arte Brail.

## Brano musicale
Il brano musicale è stato pubblicato in concomitanza all'uscita del singolo attraverso il canale YouTube del cantautore.

## Promozione
Il singolo è stato presentato in anteprima durante la partecipazione del cantautore alla ventunesima edizione del talent show Amici di Maria De Filippi.

## Tracce
Testi e musiche di Luigi Strangis.
1. Vivo – 3:07